# Melia azederach
Melia azederach là một loài thực vật có hoa trong họ Meliaceae. Loài này được L. mô tả khoa học đầu tiên năm 1753.